# Перейра Пирес, Орландо
Орландо Перейра Пирес (порт.-браз. Orlando Pereira Pires; 21 апреля 1895, Кампинас, Сан-Паулу — неизвестно) — бразильский футболист, защитник. Брат другого известного футболиста, Сержио.

## Карьера
Орландо начал карьеру в клубе «Маккензи Коллеж» в 1912 году. В 1914 или 1915 году он перешёл в «Паулистано». В первом же сезоне он выиграл с командой Чемпионат штата Сан-Паулу. Это же достижение защитник повторил в 1917, 1918, 1919 и 1921 годах. В 1922 году Орландо завершил карьеру. После завершения карьеры он оставался на административных должностях в «Паулистано», в частности работал спортивным директором, а также являлся главой делегации во время турне клуба по Европе в 1925 году.
В составе сборной Бразилии Орландо в 1916 году поехал на чемпионат Южной Америки. 8 июля он дебютировал в составе команды во встрече с Чили (1:1). Затем футболист провёл ещё два матча на турнире. В третьим из них, 12 июля с Уругваем (1:2), Орландо уже на 18 минуте матча получил травму и покинул поле. Из-за существовавших тогда правил Бразилия заканчивала матч вдесятером. Этот матч стал последним для игрока за национальную команду.

## Международная статистика
| Матчи Орландо за сборную Бразилии | Матчи Орландо за сборную Бразилии | Матчи Орландо за сборную Бразилии | Матчи Орландо за сборную Бразилии | Матчи Орландо за сборную Бразилии | Матчи Орландо за сборную Бразилии | Матчи Орландо за сборную Бразилии |
| --------------------------------- | --------------------------------- | --------------------------------- | --------------------------------- | --------------------------------- | --------------------------------- | --------------------------------- |
| №                                 | Дата                              | Место проведения                  | Оппонент                          | Счёт                              | Голы                              | Турнир                            |
| 1                                 | 8 июля 1916                       | Буэнос-Айрес                      | Чили                              | 1:1                               | —                                 | Чемпионат Южной Америки           |
| 2                                 | 10 июля 1916                      | Буэнос-Айрес                      | Аргентина                         | 1:1                               | —                                 | Чемпионат Южной Америки           |
| 3                                 | 12 июля 1916                      | Буэнос-Айрес                      | Уругвай                           | 1:2                               | —                                 | Чемпионат Южной Америки           |

## Достижения
- Чемпион штата Сан-Паулу: 1916 (APEA), 1917, 1918, 1919, 1921